# Local Access and Transport Area

Local Access and Transport Areas (LATA) est un terme utilisé dans l'industrie des télécommunications. Il correspond à un découpage administratif du territoire des États-Unis effectué lors du démantèlement de la compagnie de téléphone AT&T en 1984. Le département de la justice américain a défini 197 secteurs contigus qui définissent les droits et les obligations respectives des opérateurs locaux historiques "RBOC" et des opérateurs longue distance "IXC": tri et acheminement des appels, offre d'interconnexion, etc.

## 1984: séparation des marché local & Longue Distance
Dans la plupart des pays européens, les anciens monopoles comme France Telecom en France ou Deutsche Telekom en Allemagne ne sont pas limités à des segments particuliers du marché. Intégrés verticalement, ils ont toujours été présents simultanément sur les deux marchés du local et du longue distance.
Le régime de licences aux États-Unis est différent. À partir de 1984, il se décompose:
- En licences d'opérateur de boucle locale - en anglais "Local Exchange Carrier" (LEC) - qui assure la desserte de l'abonné et l'acheminement des appels entre abonnés situés dans une région donnée.
- En licences d'opérateur longue distance - en anglais "Inter-Exchange Carrier" (IXC) - qui assure l'acheminement des appels entre abonnés situés dans des régions distinctes.

Les "LATA", abréviation de "Local Access and Transport Areas", correspondent à un découpage administratif du territoire américain en 197 secteurs. Un service "local" est généralement défini comme un service assuré entre deux abonnés situés au sein d'une même région LATA. Un service longue distance ("inter-urbain") peut être intra-LATA ou inter-LATA selon le cas, comme expliqué ci-après.
Un unique LATA est associé aux états comme le Maine, l'Alaska ou le Wyoming qui ne disposent pas d'une population importante. L'opérateur local historique peut dans ce cas acheminer les deux types d'appels "locaux" et "inter-urbains" au sein de l'état. En revanche, en 1984, les communications vers les autres états sont acheminées par un opérateur "longue distance" "IXC".
Les états qui ont une population plus importante sont découpés administrativement en plusieurs LATA. Par exemple l'État du Massachusetts est divisé en un secteur occidental (LATA no 126) et un secteur oriental (LATA no 128). L'opérateur local historique, Bell Atlantic (aujourd'hui Verizon), peut acheminer tous les types d'appels au sein de chaque secteur. En revanche, en 1984, les appels entre les deux secteurs doivent nécessairement être acheminés par un autre opérateur "longue distance" "IXC".

## 1996: Compétition généralisée
De 1984 à 1996, les opérateurs historiques RBOC ne peuvent fournir des services locaux et longue distance qu'au sein de leurs régions LATA désignées et les opérateurs IXC ne peuvent pas fournir de services à l'intérieur des frontières d'une région LATA.
À partir de la loi sur les télécommunications (Telecommunications Act) de 1996:
- Le marché des services intra-LATA est ouvert aux opérateurs IXC
- Le marché inter-LATA est ouvert aux RBOC sous certaines conditions. Ils doivent notamment avoir démontré qu'ils ont ouvert suffisamment leur marché local à la concurrence ("271 Relief").
- Les opérateurs locaux historiques peuvent également rentrer sur de nouveaux marchés en tant que CLEC.